# Ooievaarsdorp

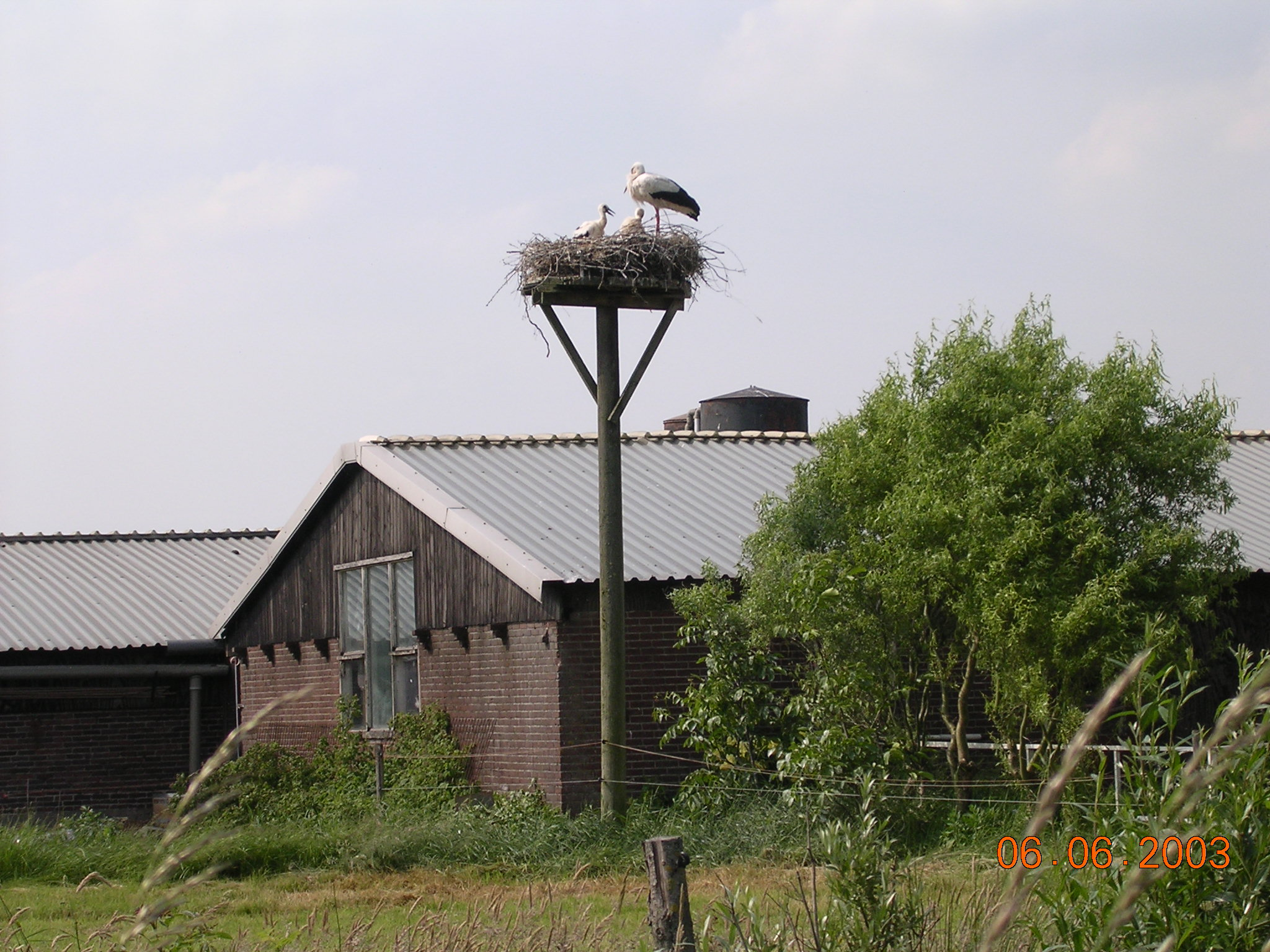
Buitenstation Zegveld

Een ooievaarsdorp is een plaats waar ooievaars bijeen zijn gebracht met als doel vergroting en instandhouding van het ooievaarsbestand.

## Geschiedenis
In 1969 werd door Vogelbescherming Nederland 28 ooievaars uit het buitenland (voornamelijk Zwitserland) overgebracht naar Groot-Ammers. In Nederland waren bijna geen broedparen meer. In de jaren tachtig werden er ook andere ooievaarsdorpen of buitenstations in Nederland geopend. In 2007 waren er honderden paren die voor een deel ook in het wild broeden. Door dit succes maken de ooievaarsdorpen zichzelf overbodig. Het eerste ooievaarsdorp Het Liesvelt in Groot-Ammers is een streekcentrum geworden. Het buitenstation in Alphen aan den Rijn is inmiddels gesloten.

## Ooievaarsdorpen en buitenstations
| Plaats              | Ooievaarsdorp/ buitenstation | Jaar      |
| ------------------- | ---------------------------- | --------- |
| Akmarijp            | Earrebarredoarp De Graverij  | 1988      |
| Alphen aan den Rijn | De Aarhorst                  | 1986-2006 |
| De Schiphorst       | De Lokkerij                  | 1981      |
| Eernewoude          | It Eibertshiem               | 1980      |
| Gorssel             | ’t Zand                      | 1981-2013 |
| Groot-Ammers        | Het Liesvelt                 | 1969      |
| Haastrecht          | Het Doove Gat                | 1982      |
| Herwijnen           | Buitenstation Herwijnen      | 1979      |
| Ommeren             | Den Eng                      |           |
| Rossum              | Buitenstation Rossum         |           |
| Spanga              | Buitenstation Spanga         |           |
| Zegveld             | Buitenstation Zegveld        | 1980      |

## Stichting It Eibertshiem
In 1980 werd Stichting It Eibertshiem opgericht, een initiatief van de vogelwachten uit Garijp, Oudega en Grouw en It Fryske Gea. Stichting It Eibertshiem ontstond hieruit. Een van de hoofddoelstellingen was: het in stand houden van Vogelpopulaties – de ooievaar in het bijzonder – alsmede de daarbij passende maatregelen ter verbetering van het biotoop.
Uit de geschiedenis in Friesland is bekend dat er zo rond 1936 63 bezette ooievaarsnesten waren en in 1972 was dit gereduceerd tot het laatste paar in Luxwoude. Hierna waren de ooievaars verdwenen tot er via It Eibertshiem in 1984 weer een broedpaar was. In de eerste 10 jaar van het bestaan van It Eibertshiem werden er 14 jongen groot. Maar in de vier jaar die daarop volgden werden er 52 jongen groot.
In de beginjaren werden de ooievaars volledig van voedsel voorzien maar de afgelopen 10 jaar is dat afgebouwd en de ooievaars redden zich nu de laatste jaren weer volledig zelfstandig en worden volstrekt niet meer gevoerd.
In de afgelopen veertig jaar werden er in totaal 359 jongen groot en nu zitten de ooievaars weer geheel verspreid over de provincie. Ook zijn er veertig jaar na de start meer bezette nesten dan in 1936.
Zo zijn er bijvoorbeeld alleen al rond Beetsterzwaag meer dan 50 nesten. Verder broeden ooievaars in Buitenpost, Veenklooster, Rottum, Opeinde, Leeuwarden, Hardegarijp, Tietjerk, Uitwellingerga, Lippenhuizen, Drachten, Damwoude, Kollum, Garijp, De Veenhoop, Broek, Bakkeveen, Terwispel, Oranjewoud, Oudehorne, Akmarijp, Spanga en Eernewoude.
De ooievaar is niet alleen terug in Friesland, waar nu rond de 200 nesten zijn, maar ook in de rest van Nederland, want begin 21ste eeuw broeden er in alle provincies ooievaars. In Nederland zijn nu ongeveer 1000 tot 1100 bezette nesten en worden er jaarlijks zo tussen de 1000/1250 jongen groot. Het ooievaarsproject van Vogelbescherming Nederland is dus zeer succesvol geweest.